# كامبتون هيلز (إلينوي)
كامبتون هيلز (بالإنجليزية: Campton Hills)‏ هي منطقة سكنية تقع في الولايات المتحدة في إلينوي.